# Hệ tinh thể trực thoi
Trong tinh thể học, hệ tinh thể trực thoi là một trong bảy hệ tinh thể thuộc nhóm điểm. Có thể hình dung ô mạng trực thoi là sự kéo dài theo hai trục của ô mạng lập phương theo tỉ lệ khác nhau và tạo thành hình lăng trụ với các mặt là hình chữ nhật. Các môdun đơn vị trên các trục là a, b và c thì a và b được quy ước nằm trong mặt phẳng đáy, còn c biểu diễn chiều đứng. Tất cả các véctơ đơn vị đều vuông góc với nhau. Các thông số mạng được biểu diễn như sau: a ≠ b ≠c và ba góc {\displaystyle \alpha =\beta =\gamma =90^{o}}
Có bốn ô mạng Bravais thuộc hệ tinh thể này: trực thoi đơn giản, trực thoi tâm đáy, trực thoi tâm khối, và trực thoi tâm mặt.
| trực thoi đơn giản  | trực thoi tâm đáy  | trực thoi tâm khối  | trực thoi tâm mặt  |
| Trực thoi, đơn giản | Trực thoi, tâm đáy | Trực thoi, tâm khối | Trực thoi, tâm mặt |

Hệ tinh thể này gồm các lớp theo ký hệu quốc tế, ký hiệu Schoenflies, và ví dụ khoáng vật.
| Tên                  | Quốc tế                          | Schoenflies | Ví dụ                     |
| -------------------- | -------------------------------- | ----------- | ------------------------- |
| Lưỡng tháp trực thoi | {\displaystyle {\frac {2}{m}}mm} | D2h         | sulfide, olivin, aragonit |
| Tháp đơn trực thoi   | {\displaystyle 2mm}              | C2v         | hemimorphit, bertrandit   |
| Bốn mặt trực thoi    | {\displaystyle 222}              | D2          | epsomit                   |